# Lakušník Baudotův
Lakušník Baudotův, někdy lakušník trojdílný (Batrachium baudotii, syn.: Ranunculus baudotii), je druh rostliny z čeledi pryskyřníkovité (Ranunculaceae).

## Popis
Jedná se o jednoletou až vytrvalou vodní bylinu, která může po vyschnutí růst i na bahnitých substrátech. Lodyha je větvená a lysá, podle stanoviště může dorůstat délky 20–90 cm. Listy jsou střídavé, vyskytuje se zde heterofylie, vytváří se lupenité listy plovoucí na hladině (nebo u terestrických forem), čepele jsou na obrysu ledvinité 3 zřídka až 5 klané až sečné, obvykle více než do poloviny délky čepele (bráno odshora) členěná. Zato ponořené listy jsou zcela jiné, niťovité, několikrát dlanitosečné s niťovitými úkrojky. Na bázi listů jsou palisty. Květy jsou jednotlivé, oboupohlavné a pravidelné s víceméně kuželovitým květním lůžkem, vykvétají nad hladinou a jsou opylovány hmyzem (entomogamie). Plodní stopka bývá v době plodu asi 3–9 cm dlouhá. Kališních lístků je 5, jsou zelené až namodralé. Korunních je většinou také pět, jsou bílé, na bázi se žlutou skvrnou. Korunní lístky jsou asi 5,5–10 mm dlouhé, val kolem jamky nektária je půlměsíčitého tvaru. Tyčinek je asi 10–20, pestíků asi 30–70. Plodem je nažka, na vrcholu zakončená krátkým zobánkem, nažky jsou uspořádány na květním lůžku do souplodí. Nezralé nažky jsou vždy lysé a za zralosti mají úzký křídlatý lem. Plody se šíří vodou (hydrochorie). Počet chromozómů je 2n= 32, jedná se o tetraploid

## Rozšíření
Druh je patrně rozšířen na většině území Evropy s přesahem do severní Afriky, větší koncentrace lokalit je při mořském pobřeží v severní Evropě.
V České republice je to vzácný druh, který se zřídka vyskytuje v teplých oblastech Čech a na jižní Moravě. Vyhledává vody s vyšší koncentrací solí. Je veden jako kriticky ohrožený druh flóry ČR, kategorie C1. Mnoho autorů lakušník Baudotův neuznává jako samostatný druh a dávají ho jako poddruh lakušníku štítnatého (Ranunculus peltatus subsp. baudotii).

## Ekologie
Jedná se o vodní rostlinu, která může po vyschnutí vegetovat i na obnažených dnech. Ve stojatých vodách často vytváří monodominantí porosty nebo porosty smíšené s jinými vodními rostlinami. Roste hlavně v mírně zasolených vodách teplých oblastí ČR. Je to typický druh vegetace vodních rostlin v mělkých, krátkodobě vysychajících vodách svazu Ranunculion aquatilis, zvláště pak asociace Ranunculetum baudotii.